# Post hoc ergo propter hoc
Post hoc ergo propter hoc es una expresión en latín que significa «después de eso, esto; entonces, a consecuencia de eso, esto» o «tras eso; luego, por causa de eso». A veces se acorta por post hoc. Post hoc también se denomina correlación coincidente. 
Es un tipo de falacia lógica que pretende decir que la Correlación es igual a Causa pero no es así. El hecho de que haya relación entre dos eventos/situaciones no significa que uno provoque al otro.
Post hoc: Después de esto  
Ergo: Por lo tanto  
Propter hoc: Debido a esto

Es un tipo de falacia que afirma o asume que si un acontecimiento sucede después de otro, el segundo es consecuencia del primero. Este es un error particularmente tentador, porque la secuencia temporal es algo integral a la causalidad: es verdad que una causa se produce antes de un efecto. La falacia viene de sacar una conclusión basándose solo en el orden de los acontecimientos, lo cual no es un indicador fiable. Es decir, no siempre es verdad que el primer acontecimiento produjo el segundo acontecimiento.
La falacia post hoc puede expresarse así:
- El acontecimiento A sucedió antes que el acontecimiento B.
- Por lo tanto, A debe haber causado B.

Post hoc se relaciona también con la falacia de «correlación no implica causalidad» o cum hoc ergo propter hoc.

## Ejemplos
Ejemplo 1:
1. El gallo siempre canta antes de que salga el sol.
2. Por lo tanto, el canto del gallo provoca que salga el sol.

Ejemplo 2:
1. Las ventas de helado aumentan mucho a principios del mes de junio.
2. Los accidentes de tráfico aumentan mucho a finales del mes de junio.
3. Por lo tanto, el que las ventas de helado aumenten provoca que los coches tengan más accidentes.

Ejemplo 3:
1. Stephen Hawking dijo ser ateo.
2. Posteriormente, Stephen Hawking hizo descubrimientos sorprendentes en física.
3. Por lo tanto, el haber dicho ser ateo lo llevó a hacer descubrimientos sorprendentes en física.

Esta línea de razonamiento es la base para muchas creencias supersticiosas y de pensamiento mágico.
Ejemplo 4:
1. He ido a una especialista en telepatía para que, con sus poderes, mi padre se cure del cáncer.
2. Mi padre ha tenido una remisión importante de su cáncer.
3. Por lo tanto, la especialista en telepatía hizo que mi padre se curara del cáncer.

Ejemplo 5: 
1. A empuja a B y B cae en medio del camino.
2. B es golpeado por una ambulancia que iba pasando y muere.
3. Por lo tanto, el empujón de A causó el paso de la ambulancia.